# Йоанис Влахос
Йоанис Влахос (на гръцки: Ιωάννης Βλάχος) е гръцки просветен деец от Източна Македония.

## Биография
Йоанис Влахос е роден в 1935 година във валовищкото село Долни Порой (Като Пороя), Гърция. Завършва основно училище в родното си село и през 1950 г. е приет във Валовищката имназия, която завършва през 1956 г. През същата година се записва в Богословския факултет на Атинския университет, откъдето се дипломира през 1960 г. и влиза в армията като офицер. Паралелно учи във Философския факултет в Атина, който завършва в 1968 г. По време на престоя си в Атина става член на Общогръцкия съюз на богословите. Започва работа като учител. Член е на Дружеството на гръцките филолози и на Националната асоциация на северните гърци и генерален секретар на Сярско-мелнишкото историческото и фолклорно общество. През есента на 1977 година е назначен за преподавател по филология в Семинарията в Кавала. Изследва местни исторически проблеми и публикува в списание „Сераика Хроника“.